# Gérard Dufeïte
Jean Gérard Dufeïte (* 25. Januar 1880 in Saint-Paulien; † unbekannt) war ein französischer Turner.

## Leben und Karriere
Dufeïte turnte für den Verein Société de Gymnastique La Bastidienne aus dem südwestfranzösischen Bordeaux. Er nahm an den zweiten Olympischen Sommerspielen 1900 in der Hauptstadt Paris teil, belegte in dem als „Championnat International de Gymnastique“ bezeichneten Einzelmehrkampf (dem einzigen ausgetragenen Wettbewerb im Turnen) den geteilten 88. Rang unter 135 Teilnehmern und erreichte dabei nach Austragung der sechzehn Disziplinen insgesamt 211 von 320 maximal möglichen Punkten.